# Chytonix melanoleuca
Chytonix melanoleuca är en fjärilsart som beskrevs av Alfred Ernest Wileman 1915. Chytonix melanoleuca ingår i släktet Chytonix och familjen nattflyn. Inga underarter finns listade i Catalogue of Life.